# گیوم استفان
گیوم استفان (انگلیسی: Guillaume Stéphan؛ زادهٔ ۱۰ سپتامبر ۱۹۸۲) بازیکن فوتبال اهل ایالات متحده آمریکا است که در پست هافبک بازی می‌کند.
از باشگاه‌هایی که در آن بازی کرده‌است می‌توان به باشگاه فوتبال پاری سن ژرمن و باشگاه فوتبال گنگام اشاره کرد.